# Windacher Daunkogel
Windacher Daunkogel är en bergstopp i Österrike. Den ligger i distriktet Imst och förbundslandet Tyrolen, i den västra delen av landet. Toppen på Daunkogel är 3 348 meter över havet.
Den högsta punkten i närheten är Stubaier Wildspitze, 3 341 meter över havet, 1,7 km öster om Windacher Daunkogel.
Trakten runt Windacher Daunkogel består i huvudsak av kala bergstoppar bland annat Westlicher Daunkogel och Östlicher Daunkogel samt glaciären Sulztalferner.